# Grupo de Forcados Amadores de Cuba
O Grupo de Forcados Amadores de Cuba é um Grupo de Forcados fundado em 2006 na vila de Cuba, no Baixo Alentejo, tendo sido seu Cabo fundador José Horta.
O Grupo teve origem num conjunto de aficcionados de Cuba que executavam regularmente pegas nas tradicionais touradas à vara larga durante a feira anual da vila, por proposta de Eduardo Mimoso, antigo Cabo do anterior grupo de forcados de Cuba.
A primeira actuação decorreu na Praça de Toiros de Cuba, a 2 de Setembro de 2006, sob o comando de José Horta, cabo fundador e actual do Grupo.
O Grupo participou em 2007 na Praça de Toiros de Moura numa corrida desembolada, com concurso de pegas integrado por 6 Grupos de Forcados, na qual teve dois forcados feridos (forcado da cara Eduardo Mimoso e o 1º ajuda Wilson Dionísio) no único toiro que lhe coube e ganhou os três prémios a concurso: Melhor Pega, Melhor 1ª Ajuda e Melhor Rabejador.

## Cabos
- José Horta (2006–presente)

## Colhida
Nas festas anuais de 2017, na corrida de toiros realizada a 2 de Setembro de 2017 na Praça de Toiros de Cuba, o forcado Pedro Miguel Primo do Grupo de Forcados Amadores de Cuba sofreu violenta colhida após 3 tentativas para pegar o toiro Garção, nº 56, com 570 kg, da ganadaria Jorge de Carvalho; foi dobrado por dois colegas mas sem sucesso após várias tentativas; manso durante a lide a cavalo mas duro na pega, o toiro viria a sair vivo da arena (sem pega consumada).
Saindo da arena pelo próprio pé, bastante combalido, foi conduzido ao Hospital de Beja, onde foi confirmado ter sofrido uma cornada interna na zona abdominal, com grave lesão e hemorragia hepática, tendo sido submetido a diversas transfusões sanguíneas. Em estado crítico foi transferido por helicóptero para o Hospital Curry Cabral, em Lisboa, centro hepático de referência nacional, onde foi submetido a cirurgia de emergência e novas transfusões sanguíneas, tendo falecido no pós-operatório no dia 5 de Setembro de 2017 aos 25 anos de idade.